# Dhirubhai Ambani
Dhirajlal Hirachand Ambani detto Dhirubhai (ધીરુભાઈ અંબાણી; Junagadh, 28 dicembre 1932 – Mumbai, 6 luglio 2002) è stato un imprenditore indiano, miliardario, fondatore nel 1958 e proprietario del conglomerato indiano Reliance Industries, una delle maggiori aziende del paese e del mondo. Nel 1977 Ambani rese pubblica l'azienda.  Nel 2016 ebbe postumo il Padma Vibhushan, la seconda più alta onorificenza civile per i suoi contributi al commercio e all'industria. Ambani dovette affrontare numerose accuse di manipolazione del mercato, evasione fiscale e clientelismo..
La sua avventurosa vita è stata di ispirazione nel 2007 per un film di Bollywood intitolato Guru.

## Biografia
Nato in una famiglia povera a a Chorwad, Malia Taluka, distretto di Junagadh, Gujarat il 28 dicembre 1932,  Dhirubhaimbani era uno dei figli di Hirachand Gordhanbhai Ambani, un insegnante di scuola del villaggio appartenente alla comunità Modh vaniya (Baniya) e Jamnaben Ambani. Studiò alla scuola Bahadur Khanji e iniziò a lavorare fin da piccolo con lavori umili. Si racconta che abbia lavorato in una stazione di servizio come venditore di benzina, si cimentò anche in un'attività in proprio nel mercato tessile. 

## Fondazione di Reliance Industries
Dopo essere stato nello Yemen dove c'era un suo cugino di secondo grado, Champaklal Damani, Ambani tornò in India e fondò "Majin" insieme al cugino per importare filati di poliestere ed esportare spezie nello Yemen. Il primo ufficio della Reliance Commercial Corporation è stato aperto in Narsinatha Street a Masjid Bunder. Era una stanza di 33 m² con un telefono, un tavolo e tre sedie. Inizialmente avevano due assistenti che li aiutavano negli affari.
Durante questo periodo, Ambani e la sua famiglia soggiornarono in un appartamento con due camere da letto presso la Jai Hind Estate a Bhuleshwar, Mumbai. Nel 1965 Champaklal Damani e Dhirubhai Ambani terminarono la loro collaborazione e Ambani proseguì l'attività da solo. Si ritiene che entrambi avessero temperamenti diversi e approcci diversi su come condurre gli affari.

## Controversie

### Accusa di manipolazione del mercato
Nel 1988, Reliance Industries si trovò di fronte a una questione di diritti riguardante obbligazioni parzialmente convertibili.  Si diceva che la società stesse facendo tutti gli sforzi per garantire che i prezzi delle azioni non scendessero. Intuendo un'opportunità, "The Bear Cartel" (Il Cartello degli Orsi), un gruppo di agenti di borsa di Calcutta, iniziò a vendere allo scoperto le azioni di Reliance. Per contrastare questo fatto, un gruppo di agenti di borsa, denominato "Friends of Reliance", iniziò ad acquistare le azioni vendute allo scoperto di Reliance Industries sulla Borsa di Bombay.
Per trovare una soluzione a questa situazione, la Borsa di Bombay venne chiusa per tre giorni lavorativi. Sulla questione intervennerole autorità della Borsa di Bombay (BSE) che abbassarono il tasso "Unbadla" a 2 ₹ con la clausola che il "cartello degli orsi" avrebbe dovuto consegnare le azioni entro i giorni successivi. Il "cartello degli orsi" acquistò azioni di Reliance dal mercato a livelli di prezzo più alti e si apprese anche che lo stesso Dhirubhai Ambani aveva fornito quelle azioni al "cartello degli orsi" ottenendo un buon profitto.
Dopo questo incidente furono molte le domande sollevate dai detrattori e dalla stampa. Non molti riuscivano a capire come fino a pochi anni prima un commerciante di filati potesse ottenere un flusso di cassa così ingente durante un periodo di crisi. La risposta a questa domanda venne fornita dall'allora ministro delle Finanze Pranab Mukherjee in Parlamento. Aveva informato l'azienda che un indiano non residente aveva investito fino a ₹ 220 milioni in Reliance nel periodo 1982-83. Questi investimenti furono indirizzati attraverso molte società come Crocodile, Lota e Fiasco. Queste società erano registrate principalmente nell'Isola di Man. Tutti i promotori o proprietari di queste società avevano un cognome comune Shah. Un'indagine condotta dalla Reserve Bank of India sull'incidente non rilevò atti o transazioni non etici o illegali commessi da Reliance o dai suoi promotori.

## Morte
Ambani fu ricoverato al Breach Candy Hospital di Mumbai il 24 giugno 2002 dopo aver subito un grave ictus. Era il suo secondo ictus, il primo era avvenuto nel febbraio 1986 e gli aveva paralizzato la mano destra. Rimase in coma per più di una settimana e furono consultati diversi medici. Morì il 6 luglio 2002.
Dopo la sua morte i due figli Mukesh e Anil hanno ereditato il conglomerato Reliance; tuttavia, in seguito a dissapori, i due hanno diviso il gruppo in diverse aziende e se le sono spartite.